# Relaciones México-Omán
Las naciones de México y Omán establecieron relaciones diplomáticas en 1975. Ambas naciones son miembros de las Naciones Unidas.

## Historia
Ambas naciones establecieron relaciones diplomáticas el 31 de julio de 1975. Desde el establecimiento de las relaciones diplomáticas, las relaciones entre ambas naciones se han mantenido principalmente a través de organizaciones internacionales como en las Naciones Unidas. 
En 1986, México abrió un consulado honorario en Mascate. En febrero de 2008, la directora general para África y Medio Oriente, Ana Luisa Fajer Flores, visitó Omán y sostuvo reuniones con el Secretario General del Ministerio de Relaciones Exteriores de Omán. La directora Fajer también se reunió con miembros de la comunidad mexicana residente en Omán.
La subsecretaria de Relaciones Exteriores de México, Lourdes Aranda Bezaury, viajó a Omán y se reunió con su homólogo, Ahmed Bin Yousuf Obaid Al-Harthi, donde celebraron la primera reunión de relaciones bilaterales entre ambas naciones. La subsecretaria Aranda expresó a su contraparte el interés del gobierno mexicano por fortalecer el diálogo político con Omán. En febrero de 2013, la subsecretario Aranda realizó una segunda visita a Omán con el objetivo de promover la candidatura del Dr. Herminio Blanco al cargo de director general de la Organización Mundial de Comercio.
En febrero de 2013, Omán y México trabajaron juntos en el desarrollo de una enciclopedia sobre el árbol de mango. Omán incluyó a México en un proyecto técnico-científico sobre los diferentes tipos de mango, que ha generado una amplia cooperación entre las instituciones gubernamentales de ambos países. Científicos de la Corte Real del Sultán visitaron los estados mexicanos de Chiapas y Nayarit para realizar actividades de investigación de campo.
Desde el 25 de septiembre de 2015, Omar El Gohary funge como Cónsul Honorario del Sultanato de Omán en México, con sede en la Ciudad de México y jurisdicción en todo el territorio nacional.
En enero de 2020, el gobierno mexicano envió sus condolencias por la muerte del sultán Qabus bin Said Al Said.
En 2024, la subsecretaria de Relaciones Exteriores de México, María Teresa Mercado Pérez, viajó a Mascate y copresidió la Segunda Reunión del Mecanismo de Consultas Políticas con el subsecretario para Asuntos Diplomáticos, Jeque Khalifa Bin Ali Al Harthy. El objetivo de la reunión fue fortalecer el diálogo político entre ambas naciones y ampliar la cooperación bilateral en temas de interés común.

## Visitas de alto nivel
Visitas de alto nivel de México a Omán
- Directora general para África y Medio Oriente Ana Luisa Fajer Flores (2008)
- Subsecretaria de Relaciones Exteriores Lourdes Aranda Bezaury (2012, 2013)
- Subsecretaria de Relaciones Exteriores María Teresa Mercado Pérez (2024)

## Acuerdos bilaterales
Ambas naciones firmaron un Memorándum de Entendimiento sobre el Establecimiento de un Mecanismo de Consultas en Materias de Interés Común entre la Secretaría de Relaciones Exteriores de México y el Ministerio de Relaciones Exteriores del Sultanato de Omán.

## Relaciones comerciales
En 2023, el comercio bilateral entre México y Omán ascendió a $71.3 millones de dólares. Las principales exportaciones de México a Omán incluyen: vehículos automotores, teléfonos y teléfonos móviles, maquinaria, productos químicos, frutas y nueces, azúcar, miel, chocolate, llantas de caucho, y relojes de pulsera. Las principales exportaciones de Omán a México incluyen: nitrogenados minerales o químicos, partes y accesorios de vehículos automotores, placas, láminas y tiras; alambre de aluminio, artículos para mosaicos, cueros y pieles, y artículos de joyería.

## Misiones diplomáticas
- México está acreditado ante Omán a través de su embajada en Riad, Arabia Saudita y mantiene un consulado honorario en Mascate.[8]
- Omán está acreditado ante México a través de su embajada en Washington D. C., Estados Unidos[9] y mantiene un consulado honorario en la Ciudad de México.[10]